# Igreja da cidade da colheita

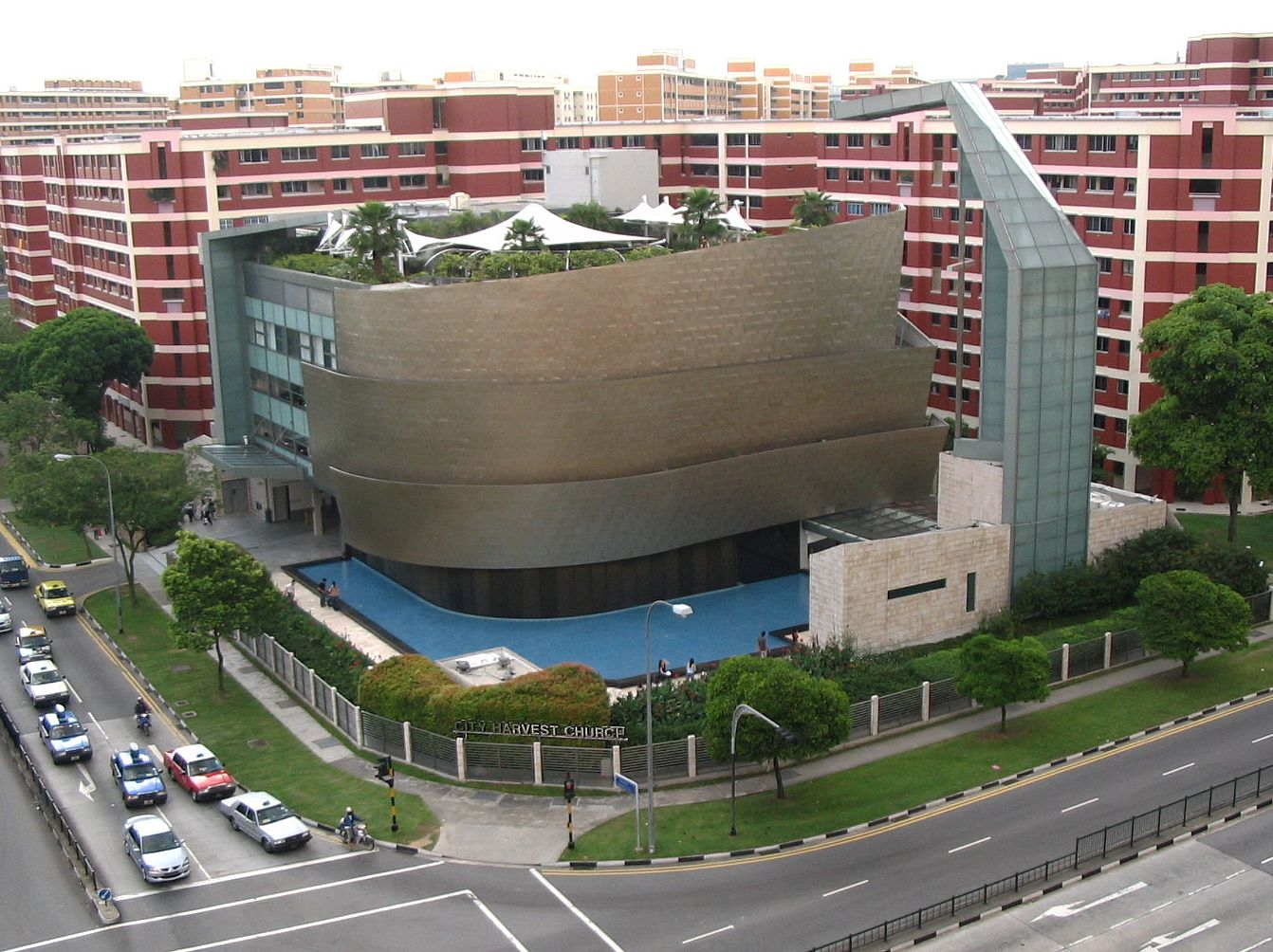
O edifício da City Harvest Church, Singapura

A Igreja da cidade da colheita (em inglês:  City Harvest Church) ou simplesmente CHC (sigla do seu nome em inglês) é uma megaigreja em Singapura, presidida pelo Pastor Kong Hee.

## História
A Igreja Cidade da Colheita foi fundada por Kong Hee com 20 adolescentes em 7 de maio de 1989, como Ekklesia Ministry. A igreja foi registrada em 1992, mesmo ano que Kong se casou com Ho Yeow Sun. Em 1993, a congregação se reunia no World Trade Center, mudando-se em 1995 para o Hollywood Theatre na Tanjong Katong, onde a igreja cresceu de 1.300 para 10.000 pessoas, nos seis anos que estiveram ali. No novo século, a CHC ergueu um complexo de S$ 47,6 milhões em Jurong West com uma fonte de S$ 583.000. A CHC continuou crescendo, até 33.000 pessoas.
Em 2015, seis líderes da CHC, incluindo o pastor Kong Hee, foram condenados por fraude em um caso no valor de S$ 50 milhões. O juiz determinou que os líderes usaram as finanças da igreja para financiar a carreira musical da pastora Sun Ho, ou falsificaram contas para encobri-la. Eles foram libertados sob fiança até a sentença. A própria Sun Ho não foi acusada. Após os recursos e decisões, pastor Kong e outros cinco membros foram presos em 21 de abril de 2017. Após cumprir parte da sentença, foi libertado em 22 de agosto de 2019.
Em 2017, a CHC possuía uma congregação de 16.202 pessoas, com diversas áreas de atuação em toda a região da Ásia-Pacífico:
- Kong é a liderança apostólica da The Harvest Network (THN), uma comunidade de igrejas e líderes de ministério conectada à CHC,[6] com mais de 40 filiais e igrejas afiliadas na Austrália, Filipinas, Hong Kong, Índia, Indonésia, Japão, Malásia, Myanmar, Taiwan, Vietnã e Estados Unidos.[7]
- Em 1994, a CHC iniciou a School of Theology (SOT), tendo formado mais de 7.600 alunos de 39 países.[8]
- Pastor Kong fundou em 1996 a City Harvest Community Services Association (CHCSA), uma agência envolvida em serviços para idosos, serviços sociais diretos, serviços de atendimento ao paciente, bem como jovens e projetos comunitários.[9]

A City Harvest é uma das igrejas evangélicas mais ricas de Singapura, e realiza serviços em inglês, mandarim, hokkien, cantonês, indonésio e filipino. É membro do Conselho Nacional de Igrejas de Singapura.